# Wie het laatst lacht (hoorspel)
Wie het laatst lacht is een aflevering van de Vlaamse hoorspelreeks Maskers en Mysterie uit 1997. Het is een verhaal van de Franse thrillerschrijver Charles Maître. Het hoorspel werd door de BRT uitgezonden.

## Plot
Juliette Spinalli is getrouwd en heeft een minnaar Fabien Sorel, een gigolo, die ze drie keer per week bezoekt. Ze vermoedt chantage als op een dag Simon Lootz, een beroepsmoordenaar, zich voor haar verschijnt en haar met de feiten confronteert. Hij biedt haar echter aan om haar echtgenoot Gilbert Spinalli te laten verdwijnen voor tweehonderdduizend franc en geeft haar twee dagen bedenktijd. Simon Lootz gaat vervolgens naar haar echtgenoot Gilbert Spinalli en vertelt aan hem een ander verhaal. Hij vertelt hem dat zijn vrouw hem heeft benaderd hem te vermoorden om met haar minnaar verder te kunnen, maar biedt aan inruil voor het dubbele de rollen om te draaien.

## Rolverdeling
- Juliette Spinelli - Marleen Maes
- Simon Lootz - Jo De Meyere
- Gilbert Spinelli - Anton Cogen